# Râca (gmina)
Râca – gmina w Rumunii, w okręgu Ardżesz. Obejmuje miejscowości Adunați, Bucov i Râca. W 2011 roku liczyła 1721 mieszkańców.